# Дзевенць-Влук (Ґданський повіт)
Дзевенць-Влук (пол. Dziewięć Włók, нім. Neunhuben) — село в Польщі, у гміні Прущ-Гданський Ґданського повіту Поморського воєводства.
Населення — 137 осіб (2011).
У 1975-1998 роках село належало до Гданського воєводства.

## Демографія
Демографічна структура станом на 31 березня 2011 року:
|          | Загалом | Допрацездатний вік | Працездатний вік | Постпрацездатний вік |
| -------- | ------- | ------------------ | ---------------- | -------------------- |
| Чоловіки | 74      | 20                 | 48               | 6                    |
| Жінки    | 63      | 11                 | 41               | 11                   |
| Разом    | 137     | 31                 | 89               | 17                   |